# Stedman Graham
Stedman Graham (6 maart 1951) is een Amerikaanse onderwijzer, auteur, zakenman en spreker. Hij is de langdurige partner van Oprah Winfrey.

## Vroege leven en opleiding
Graham werd geboren op 6 maart 1951 in de wijk Whitesboro van Middle Township, New Jersey, als zoon van Mary Jacobs Graham en Stedman Graham Sr. Hij is een van zes kinderen. Hij behaalde in 1974 een bachelordiploma in maatschappelijk werk aan de Hardin-Simmons University en in 1979 een masterdiploma in onderwijs aan de Ball State University.  Graham speelde college basketbal bij Hardin-Simmons en deelde een kamer met de toekomstige NBA-basketballer Harvey Catchings.

## Zakelijke carrière

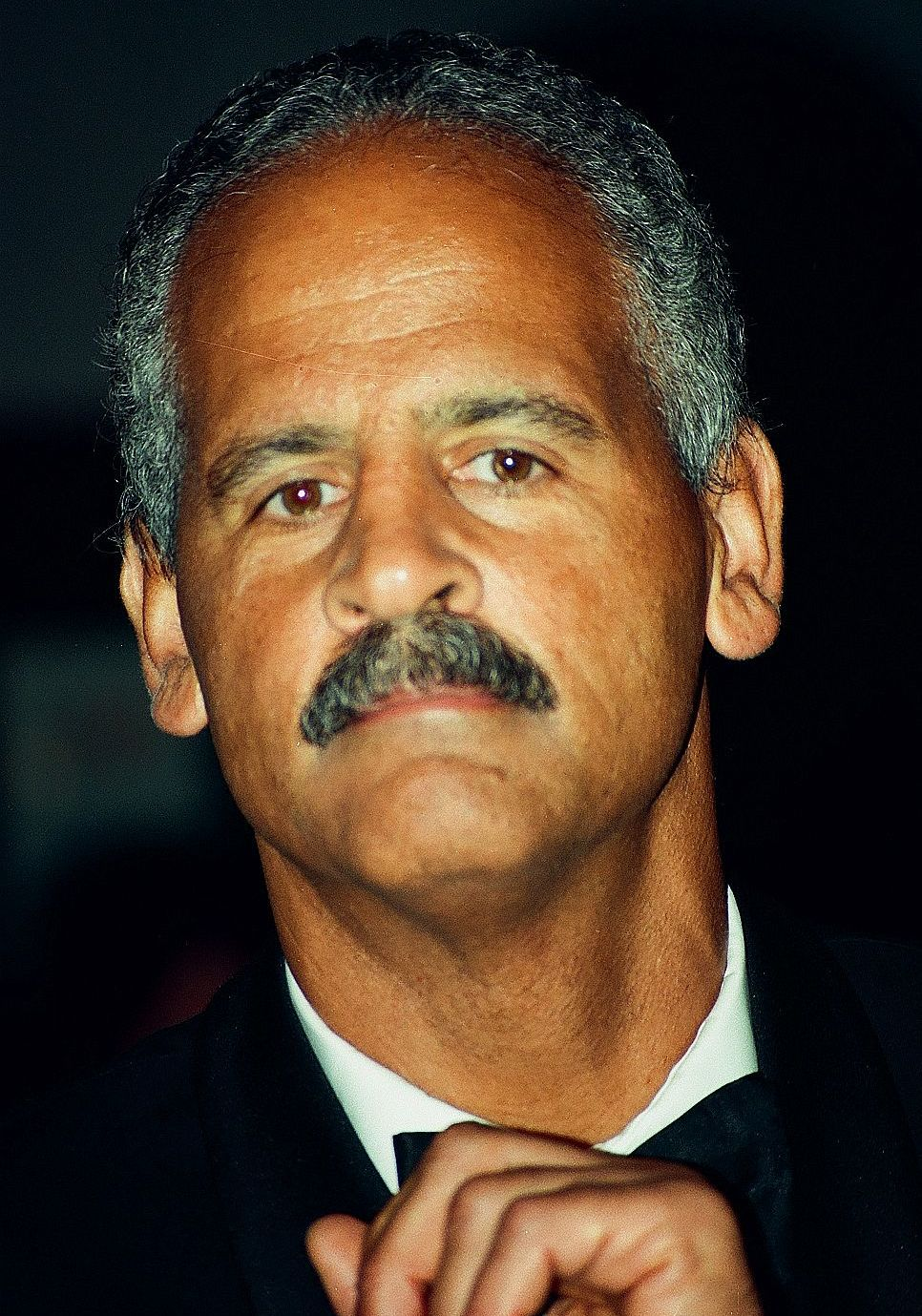
Graham in 1999

Graham verhuisde uiteindelijk naar High Point, North Carolina, om zich te vestigen in public relations. Bij B & C Associates werkte hij namens zwarte belangen en had hij veel vooraanstaande cliënten, waaronder auteur Maya Angelou en Zuid-Afrikaanse activiste Winnie Mandela.
Hij is ook oprichter van AAD (voorheen Athletes Against Drugs) in Chicago, Illinois, een non-profitorganisatie die diensten verleent aan jongeren en sinds de oprichting in 1985 meer dan 1,5 miljoen dollar aan studiebeurzen heeft toegekend. De organisatie organiseerde ook bijeenkomsten met sportfiguren om kinderen voor te lichten over middelenmisbruik.
Hij is lid van de Indiana Broadcasting Hall of Fame.
In 1988 richtte Graham S. Graham & Associates op, een in Chicago gevestigd marketing- en adviesbureau voor bedrijven en onderwijs.
Graham was adjunct-professor aan de Full Sail University.

## Publieke optredens
Graham heeft toespraken gehouden op vele openbare en particuliere scholen over identiteit en zelfbewustzijn.

## Boeken
Graham is auteur van verschillende zelfhulp- en zakelijke boeken, waaronder:
- The Ultimate Guide to Sport Event Management and Marketing (1995)
- You Can Make It Happen: A Nine-Step Plan for Success (1997)
- You Can Make It Happen Every Day (1998)
- Teens Can Make It Happen: Nine Steps for Success (2000)
- Move Without the Ball (2004)
- Identity Leadership (2019)

## Persoonlijk leven
Graham vertelde in 1995 aan de Chicago Tribune dat hij direct na zijn studie trouwde en dat het huwelijk zes jaar duurde. Hij heeft een dochter uit dat huwelijk.
Graham heeft sinds 1986 een relatie met Oprah Winfrey.
- Bibsys: 90847433
- International Standard Name Identifier: 0000 0000 5779 5378
- Library of Congress Control Number: n94078543
- Nationale Bibliotheek van Letland: 000159713
- Nationale Bibliotheek van Tsjechië: vse2008429982
- Nationale Bibliotheek van Israël: 987012330158405171
- Nederlandse Thesaurus van Auteursnamen: 158114701
- Virtual International Authority File: 85296344
- WorldCat: E39PBJrwWF8w6bVdwrXMYpGWDq